# Çayhan, Ereğli
Çayhan là một thị trấn thuộc huyện Ereğli, tỉnh Konya, Thổ Nhĩ Kỳ. Dân số thời điểm năm 2011 là 1.938 người.